# Parafia Matki Bożej Wspomożenia Wiernych w Głoskowie
Parafia Matki Bożej Wspomożenia Wiernych w Głoskowie – parafia rzymskokatolicka, należąca do dekanatu piaseczyńskiego, archidiecezji warszawskiej, metropolii warszawskiej Kościoła katolickiego, w Głoskowie. Obsługiwana przez księży Salezjanów. Mieści się przy ulicy Millenium.

## Historia
Parafia została erygowana w 1981 przez ks. kard. Stefana Wyszyńskiego. Kościół parafialny zbudowano w latach 1976–1980. 

## Proboszczowie
- ks. Arkadiusz Piotrowski (? –2003)[2]
- ks. Adam Węgrzyn (2023– )[3]